# Das Ekel (1931)
Das Ekel ist ein deutscher Spielfilm aus dem Jahre 1931 von Franz Wenzler und Eugen Schüfftan mit Max Adalbert in der Titelrolle. Die Geschichte basiert auf dem gleichnamigen Theaterstück (1924) von Hans Reimann und Toni Impekoven.

## Handlung
Adalbert Bulcke ist ein Giftzwerg, wie er im Buche steht. Immer kommandiert er alle herum und verbreitet mit seinem lautstarken Genörgel und seinen Schimpftiraden notorisch schlechte Laune: ob in seinem Beruf als Oberaufseher einer Berliner Markthalle oder daheim bei seiner Frau und den beiden Kindern, die ihn längst als Haustyrann, als richtiges Ekel wahrnehmen. Obwohl er mit Leidenschaft jedem das Leben schwer macht, egal ob Freund oder Feind, kann Adalbert so gar nicht verstehen, dass er so schlecht beleumundet ist, denn er selbst hält sich für eine Seele von Mensch, die Gutmütigkeit in Person. Eine, die das ganz besonders anders erlebt, ist auf dem Markt die Fischhändlerin Frau Kochanke, wie er auch eine eher rustikale Person. Gleich neben Frau Kochankes Stand kommt es nämlich zu einem Wasserrohrbruch, was dazu führt, dass die anwesende Bulcke-Tochter Katherina bis auf die Knochen durchnässt wird. Ebenso anwesend ist der junge Sportlehrer Quitt, der daraufhin sofort helfend eingreift. Er überlässt der pitschnassen Katherina  seinen Trainingsanzug zum Abtrocknen. Offensichtlich führt der Mann jedoch noch etwas anderes im Schilde, denn bei dieser Gelegenheit fragt der Sportsmann ganz en passant Bulcke aus, wer eigentlich der Eigentümer des Geländes ist, auf dem Bulcke und seine Kameraden eine Kegelbahn, Bulckes größtes Hobby, betreiben.
Kurze Zeit später wollen Bulcke und seine Freunde mal wieder kegeln gehen, da sehen sie, wie Quitt und einige Vermessungsexperten das betreffende Grundstück, das Quitt zwischenzeitlich käuflich erworben hat, abschreiten. Es kommt zwischen Quitt und seinen Leuten einerseits und Bulcke mit seinen Kegelbrüdern andererseits zu einer heftigen Auseinandersetzung, bei der Bulcke nicht nur wüste Beschimpfungen von sich gibt, sondern auch noch eines der Vermessungsgeräte zu Bruch geht. Als dann auch noch ein Streifenpolizist auftaucht und sich ebenfalls etwas von Bulcke anhören muss, ist er einen Schritt zu weit gegangen. Wieder daheim muss das Ekel mit Grausen feststellen, dass seine Frau ein leerstehendes Zimmer ausgerechnet an diesen Herr Quitt untervermietet hat. Der nachfolgende Tobsuchtsanfall entzweit den alten Querkopf nun auch mit seiner Familie, zumal sich der Alte heftig gegen eine sich anbahnende romantische Verbindung zwischen dem verhassten Sportler und seiner Tochter wehrt. Die Beamtenbeleidigung auf dem Kegelbudengrundstück hat überdies juristische Folgen für Adalbert Bulcke: Er muss eine Haftstrafe absitzen. Hinter Gittern wird das Ekel allmählich geläutert und beginnt sogar, Quitt-gemäß, den Sport für sich zu entdecken. Wieder auf freiem Fuß beginnen seine Kegelbrüder ihn zu schneiden. Der Tyrann versucht sich nun wenigstens mit seiner Familie auszusöhnen. Auch gegen eine Verbindung Katherinas mit Quitt hat er nichts mehr einzuwenden. Und schließlich nimmt Adalbert Bulcke an einem Laufwettbewerb teil, den er sogar gewinnt.

## Produktionsnotizen
Die Dreharbeiten fanden im Frühling 1931 in und um Berlin statt, die Uraufführung war am 5. Juni 1931 in Berlins Ufa-Theater Kurfürstendamm. In Österreich lief der Streifen im darauf folgenden Monat unter dem Titel Der Tyrann an.
Bruno Duday übernahm die Produktionsleitung. Hans Sohnle und Otto Erdmann gestalteten die Filmbauten, Walter Tjaden war für den Ton zuständig. 
1939 entstand in Wien eine äußerst populäre Neuverfilmung mit Hans Moser als raunzendem Wiener Ekel.

## Kritik
Die Österreichische Film-Zeitung schrieb: „Das Hauptaktivum des … Films ist der Darsteller der Haupt- und Titelrolle, der hervorragende Komiker Max Adalbert … dessen breiter, behäbiger Humor die Handlung dieses neuesten Werks zur Gänze beherrscht. (…) Ausgezeichnet ist das Milieu geschildert: die Szenen in der Markthalle, in Adalberts „trautem Heim“, im Kegelklub. (…) Eine Glanzszene aber ist vor allem jene der Gerichtsverhandlung, bei der man durch das unbeschreibliche Gebaren des Angeklagten wahrhaft Tränen lacht.“